# Misratah
Misratah, també anomenada Misrata o Misurata (àrab: مصراته, Miṣrāta, en el dialecte libi local, Məṣrāta), és una ciutat i xabiyya (màxim nivell de divisió administrativa) al nord-oest de Líbia, a 210 km a l'est de Trípoli, a la costa mediterrània prop del cap de Misratah. El seu port s'anomena Qasr Ahmed. Amb una població aproximada de 259.056 habitants el 2010, és la tercera ciutat més gran a Líbia després de Trípoli i Bengasi. La població de tot el districte (que inclou Bani Walid) era de 550.938 habitants el 2006.

## Història
No hi ha acord sobre si hi va haver al lloc un establiment fenici, romà o àrab ni en quin fou el seu nom (Thubactis, Thubaqt, Tubartis o Tobasitis). Les recents excavacions mostren que hi va haver algun tipus d'establiment almenys des del període romà, i encara que probablement va desaparèixer per un temps (segle V a VII) hauria estat recuperat pels àrabs que hi van establir un centre de caravanes. Després la població va desaparèixer altre cop. Seria la ciutat que Estrabó anomena com Cephale Tobactus i esmenta també Claudi Ptolemeu com Treron Akron.
El 1289 ja existia la població de Misrata que portava el nom de la tribu que, segons al-Abdarí, era només un oasi pobre i poc habitat. Però Abu-l-Fidà (+ 1331) descriu la població (Qusur Misrata) com a rica i plantada d'oliveres i palmeres amb habitants que disposaven de cavalls d'Alexandria i on els pelegrins que hi passaven trobaven un poble cortès. En temps d'Ibn Khaldun (final del segle xiv) la comarca de Misurata va esdevenir encara més pròspera. La població pròpiament anomenada Misrata va substituir en importància a Sawaykat Ibn Mathkud que era l'oasi més occidental del grup de la regió de Misrata. Els habitants es dedicaven al comerç amb les regions al sud (Fezzan). Al segle xvi Lleó l'Africà la descriu encara amb una riquesa similar sinó major. Sota domini otomà la ciutat és rarament esmentada tot i que va restar un centre comercial de certa importància.
El 1911 els italians van exigir a l'Imperi Otomà la cessió de Tripolitana que finalment es va fer efectiva el 1912. Al-Baruni va organitzar la resistència i va formar un emirat al Djebel Nafusa però el 1913 Misurata estava en mans dels italians i l'emirat va quedar dissolt. Tripolitana es va revoltar a la meitat del 1915 i després d'una greu derrota el juliol a Aziza van abandonar totes les seves posicions excepte la capital i Joms, i l'Imperi Otomà va declarar restablerta la seva sobirania. Al-Baruni va reaparèixer i fou desembarcat pels alemanys a Misurata (25 de setembre de 1916) amb un firman imperial que el nomenava governador general de Tunísia, Algèria i Tripolitana; se li va unir a Misurata el cap local Ramadham al-Shtewi al-Suwaylihi, un nacionalista; també li va donar suport Nuri Bey, el nou delegat otomà, que va organitzar un exèrcit de 6000 homes que va fer atacs tot el 1917. Els rebels van ser derrotats quatre vegades en accions limitades però els italians no els van poder derrotar decisivament. Al-Baruni va fer atacs a Trípoli que no van tenir èxit. Ramadham al-Shtewi al-Suwaylihi va establir a Misurata l'embrió de la República Tripolitana ja el 1917 quan van esclatar conflictes entre les faccions de la resistència; a part dels nacionalistes, els reformistes estaven dividits en dues faccions, una de les quals la dirigia Sidi Idris que l'abril de 1917 va iniciar converses amb anglesos i italians. Nuri Bey va dimitir el 1918 i va sortir del país i el seu successor Ishak Pasha fou intractable i va esdevenir molt impopular. El govern otomà va enviar el príncep Osman Fuad, net de Murat V que va arribar en un submarí l'abril de 1918; va provar d'arranjar les diferències entre les tribus i entre les faccions. L'armistici de Mudros del 30 d'octubre de 1918 va modificar parcialment la situació. Les faccions van convenir en l'establiment de la república de Tripolitana com a estat independent (18 de novembre de 1918) a la que van donar suport tant al-Suwaylihi com al-Baruni, i els elements que donaven suport als otomans van afavorir ara aquesta via; Itàlia va decidir negociar encara que la situació a la regió estava complicada per la presència d'almenys dotze caps (la situació a Cirenaica era més senzilla).
El 17 de maig de 1919 la colònia de Líbia fou dividida en dues: Tripolitana i Cirenaica. Itàlia va pactar principalment amb al-Baruni i els caps més poderosos: un Reial decret d'1 de juny de 1919 donava als tripolitans el dret de ciutadania italiana, reconeixia la llei islàmica com a llei civil, i es creava una assemblea electiva per decidir sobre legislació i impostos. Dels caps tripolitans, Ramadham al-Shtewi al-Suwaylihi era el més oposat, i es negava a acceptar l'acord, però finalment va reconèixer la sobirania italiana i fou nomenat mutaserrif de Misurata. La bandera italiana es va hissar el 12 de juliol de 1919 a Azizia i la república Tripolitana va quedar dissolta. L'1 d'agost fou nomenat governador de Tripolitana Vittorio Mezinger com encarregat d'aplicar la nova política que establia una colònia autònoma amb capacitat legislativa.
El setembre la frontera amb França a Tunísia fou rectificada. Van passar uns mesos i no es va donar cap pas per a les eleccions i el 16 de novembre de 1919 es va tornar a proclamar la república a Misurata amb Ahmad Tahir al-Murayyid al front; els líders àrabs i berbers van formar un Partit Nacional de la Reforma (Hizb al-Islam al-Watani). Amb el nou governador Luigi Mercatelli (juny de 1920) la situació va començar a evolucionar de manera diferent retornant a la política colonialista. Ramadham al-Shtewi al-Suwaylih va fer presoner al comandant de les tropes italianes a Joms, però al cap d'unes setmanes el va alliberar; la tribu Yarhuna es va revoltar i al-Suwaylihi, requerit pels italians, no va voler participar en la lluita. Després de l'assassinat d'al-Suwaylih (agost de 1920) els caps de la república i els líders en territoris sota control italià van passar a la clandestinitat.
El setembre de 1921 el príncep hereu Humbert va visitar Trípoli. El 26 de gener de 1922 va començar l'ocupació de Misurata Marina, principal port dels republicans, que va acabar el 12 de febrer de 1922. Els nacionalistes van assetjar Azizia que fou alliberada pels italians el 3 d'abril.
Misurata no va tenir un paper gaire important durant la colònia, durant la II Guerra Mundial i sota la monarquia. Fou després de 1969 quan va començar a prosperar fins a esdevenir la ciutat més rica de Líbia amb indústries lleugeres i pesades i una gran vida cultural. La ciutat, a més, disposa d'una gran capacitat d'expansió en estar envoltada de terres planes deshabitades, i atreu molta emigració interna. El port de Qasr Ahmad també s'ha desenvolupat de manera espectacular. La ciutat gaudeix d'una universitat amb 15 facultats i de diversos instituts d'educació superior i facultats d'universitats d'altres ciutats.

## Nota
1. ↑  segons World Gazetteer que no diu la seva font
2. ↑  segons statoids.com, però cita com a font el lloc oficial libi [Enllaç no actiu] on aquesta xifra no apareix, i la que apareix és de 543.129 habitants, dels quals 282.493 dones i 260.636 homes